# Marian Reinfuss
Marian Eugeniusz Reinfuss (ur. 1945) – polski onkolog, profesor nauk medycznych, dyrektor Centrum Onkologii – Instytutu im. Marii Skłodowskiej-Curie Oddział w Krakowie.

## Życiorys
W 1969 ukończył studia na Akademii Medycznej im. Mikołaja Kopernika w Krakowie. Uzyskiwał następnie stopnie doktora i doktora habilitowanego nauk medycznych. W 1992 otrzymał tytuł profesora nauk medycznych. Specjalizował się w zakresie radioterapii onkologicznej.
Zawodowo związany z Centrum Onkologii. Został kierownikiem Zakładu Radioterapii, a w 2001 objął stanowisko dyrektora oddziału krakowskiego tej instytucji. W 2011 przez kilka miesięcy pełnił obowiązki dyrektora warszawskiej centrali Centrum Onkologii. W latach 1998–2010 pełnił funkcję prezesa zarządu Polskiego Towarzystwa Onkologicznego. Został także konsultantem krajowym w dziedzinie radioterapii onkologicznej oraz członkiem Komitetu Nauk Klinicznych Polskiej Akademii Nauk.

## Odznaczenia
Odznaczony m.in. Krzyżem Kawalerskim (2001), Komandorskim (2011) i Komandorskim z Gwiazdą (2016) Orderu Odrodzenia Polski.